# Арнейски текстилен музей
Арнейският текстилен музей (на гръцки: Μουσείο Υφαντικής Αρναίας) е музей в град Арнеа (Леригово), Гърция. Музеят е посветен на един от основните занаяти в Леригово в XIX век - килимарството.

## Сграда
Музеят на текстила се помещава в традиционна двуетажна лериговска къща, известна като Къщата на Янудена. Сградата е построена в 1870 година като частна къща. По-късно общината я реставрира и настанява в нея музея на текстила.
Къщата е разположена точно до централния площад на града, срещу Историческия и фолклорен музей. Тя е каменна двуетажна сграда, по-късна от тази на отсрещния музей. Вътрешно стълбище свързва приземния етаж с етажа. На приземния етаж веднага след входа има приемна – характерен структурен елемент на местната традиционна архитектура, която замества традиционния чердак като средоточие на къщния живот.

## Лериговско тъкачество
Тъкачеството да втората половина на XX век е един от основните поминъци на жителите на Леригово и е тясно свързано с живота на градчето. Произведенията на местната индустрия са известни в целия регион. Лериговските тъкачи използват класически геометрични шарки като „кръгове“, „половин слънце“, „папилома“, „зъб“ и други. Основният дизейн е „калиграфският“ лериговски килим, използван предимно за декориране на стени. В повечето от тях от датата на тяхното създаване и инициалите на тъкача са вплетени в тъканта. Темите са повлияни от неокласицизма и изобразяват сцени като „Колесницата на Еос“ и „Танца на музите“, но същотака и историческите сцени от по-новата гръцка история или бита.

## Експозиция
В музея има тъкачни произведения, тъкачни инструменти като тъкачни станове и хурки. Килимите са многообразни с богатство от теми, техники и колорити. Експонатите са основно дарени и идват от личната колекция на Хариклия Димитракудис, прочута тъкачка. Пространството е на две нива. На партерния етаж посетителите могат да следват стъпка по стъпка процеса на превръщане на суровината вълна в прежда, готова да бъдат пусната на стана и тъкана. Тези последователни действия са: измиване на вълната, кардиране, предене на чекрък и боядисване. Обектите и инструментите, свързани с тези процеси, са изложени в тематични секции във витрини. Експонирани и лични вещи на Хариклия Димитракудис като чаши, прежди и бои, рецепти за оцветители. На първия етаж са изложени тъкани продукти – калиграфски килими за стенна декорация, текстил, използван у дома и облекло., които го използват като всички за декорация за стена, текстил, използвани у дома и облекло с разнообразни теми.